# Kirche Wegezin

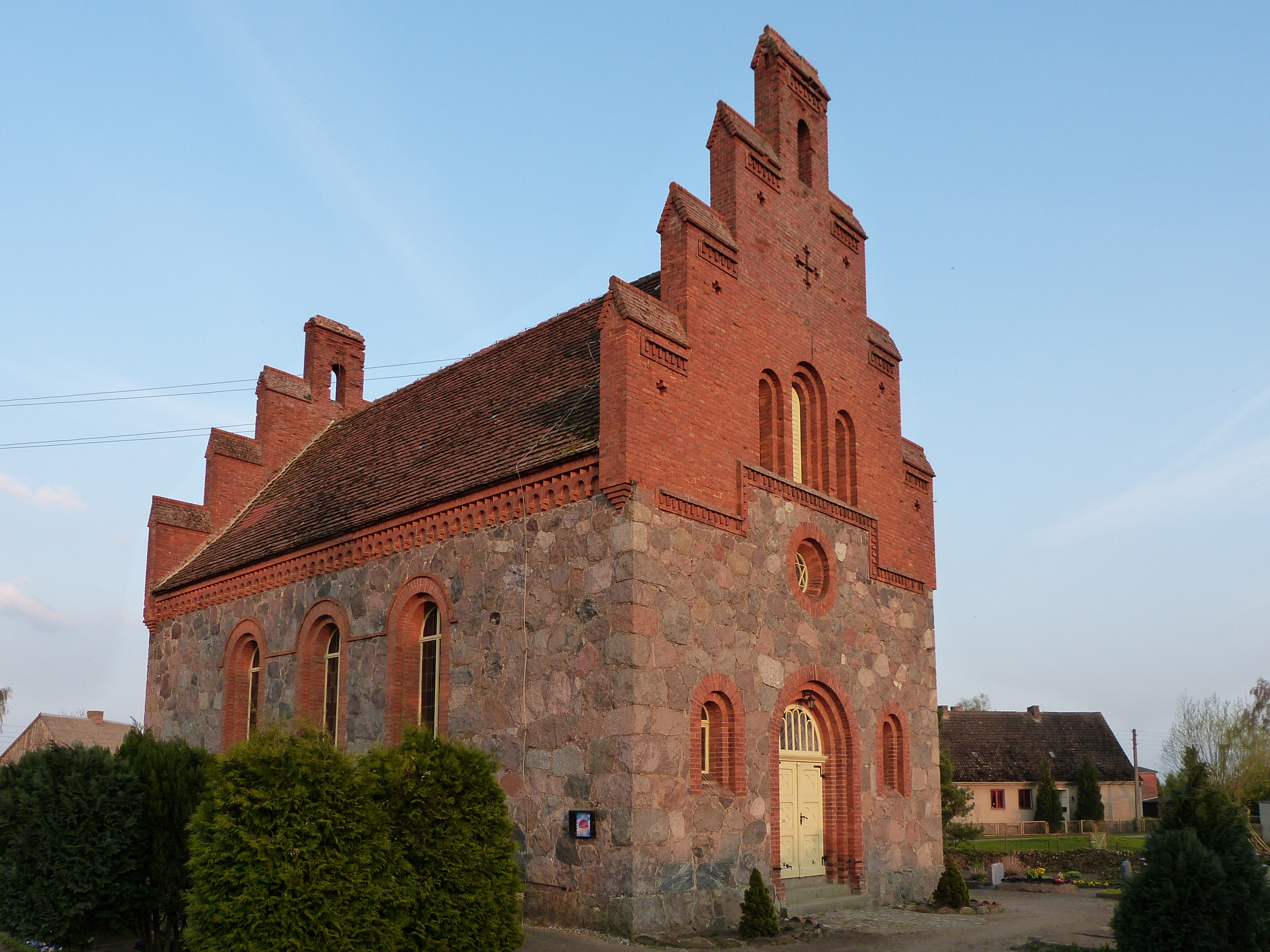
Kirche Wegezin

Die Kirche Wegezin ist ein Kirchengebäude im Ortsteil Wegezin der Gemeinde Krien im Landkreis Vorpommern-Greifswald. Sie gehört zur Kirchengemeinde Krien-Iven in der Propstei Pasewalk im Pommerschen Evangelischen Kirchenkreis der Evangelisch-Lutherischen Kirche in Norddeutschland. Vorher gehörte sie zum Kirchenkreis Greifswald der Pommerschen Evangelischen Kirche.
Die Kirche wurde 1861 anstelle eines Vorgängerbaus errichtet. Das neoromanische Gebäude aus sauber behauenen Feldsteinquadern hat eine außen polygonale Ostapsis, die innen rund ausgeführt ist. Die Einfassungen der Fenster und Türen sowie die beiden hochaufragenden Stufengiebel bestehen aus Backstein.